# Большое Травяное
Большое Травяное — бессточное озеро в Каслинском районе Челябинской области. Площадь поверхности водного зеркала — 1,5 км². Высота над уровнем моря — 241,3 м.
Имеет округлую форму, пологие берега поросли лесостепной растительностью. Заболочено с востока и юго-востока. В 5 километрах от водоёма располагается посёлок Пригородный.
Средняя глубина озера составляет 2 метра, максимальная глубина не превышает 3,6 метров.
В озере водятся чебак и окунь. Прибрежье мелководно.